# Quinzano d'Oglio
Quinzano d'Oglio (Quinsà in dialetto bresciano) è un comune italiano di 6 366 abitanti della provincia di Brescia in Lombardia.

## Geografia fisica
È situato a circa 30 chilometri a sud del capoluogo e a circa 23 chilometri a nord della città di Cremona. È bagnato dal fiume Oglio che lo divide dalla provincia di Cremona.
È attraversato nel centro dalla Roggia Savarona un affluente dell’Oglio di natura parzialmente sorgiva che dà vita all’omonimo Plis Parco Locale di Interesse Sovracomunale.
È alla ricchezza del suo reticolo idrico che, con ogni evidenza, Quinzano presenta un’orografia tutt’altro che pianeggiante pur essendo collocato nel cuore della Pianura Padana.

## Storia
Le origini storiche di Quinzano d'Oglio risalgono a un'epoca molto antica, come ha confermato il ritrovamento di diversi reperti archeologici lungo il fiume Oglio, appartenenti a insediamenti umani dell'età preistorica. Le tracce, tuttavia, più importanti vennero lasciate dai Romani. Lo stesso toponimo rivela una derivazione latina risalendo, in particolare, al nome della famiglia romana dei Quinti, casato che allora disponeva di numerosi possedimenti nella zona.
In concomitanza con il declino dell'Impero Romano, il territorio di Quinzano fu coinvolto dalle invasioni delle popolazioni barbariche, attratte probabilmente dalla presenza del fiume. Durante questo periodo, il borgo visse una trasformazione dell'organizzazione sociale e religiosa, a seguito della quale, le pievi tra cui anche quella di Quinzano, divennero un importante centro di aggregazione spirituale e civile.
Intorno al X secolo, Quinzano passò sotto il controllo della famiglia Martinengo, la quale fece costruire un castello che si trovava nella zona della chiesa 
Nei secoli successivi, il territorio comunale fu al centro di numerose dispute politiche che videro fronteggiarsi storiche casate tra cui Ezzelino da Romano, che saccheggiò il comune nel 1256, i Visconti e la Repubblica di Venezia.
Soprattutto nel XV secolo, il paese fu teatro di sanguinose battaglie a cui si aggiunsero i disastri causati dal sisma del 1471. Fu, tuttavia, in questo periodo che furono realizzate opere di ristrutturazione idraulica ed edilizia. Nel 1457 Quinzano divenne, inoltre, sede di uno dei principali vicariati del territorio bresciano.
Il dominio veneziano, nei secoli XVI e XVII, coincise con un momento di relativa stabilità politica e prosperità socio-economica, testimoniata dall'edificazione di infrastrutture come il Chiavicone (1575) che regola le acque della Savarona, e nuovi luoghi di culto e palazzi, tra cui la riedificazione della parrocchiale dei SS. Faustino e Giovita (consacrata nel 1625). Periodo in cui il paese ha affrontato anche gravi pericoli: come l'accampamento dei lanzichenecchi a Bordolano nel 1629 e le epidemie di peste che sia nel 1576 che nel 1630 hanno mietuto numerosissime vittime. Quinzano seguì le sorti politiche della Serenissima fino al marzo 1797, quando, a seguito dell'occupazione delle truppe francesi di Napoleone Bonaparte, fu istituita la Repubblica Bresciana, poi confluita in quella cisalpina.
A seguito del Congresso di Vienna, il paese entrò a far parte del Regno Lombardo-Veneto, retto dalla Casa d'Asburgo. Il governo austriaco apportò un notevole miglioramento al sistema viario comunale.
Dopo l'Unità d'Italia furono realizzati l'asilo infantile (1885) e l'ospedale (1879). Sempre all'Ottocento risale la decisione di aggiungere al toponimo del comune la denominazione del fiume Oglio.
Nel corso della seconda guerra mondiale, Quinzano fu uno dei comuni della Lombardia ad essere designati come località di internamento libero per profughi ebrei stranieri. Vi soggiornò una famiglia numerosa di profughi dalla Germania, gli Sperber (padre, madre, sei figli). Furono accolti con favore dalla popolazione locale, che cercò di aiutarli nei loro bisogni. Quando poi con l'occupazione tedesca e la Repubblica Sociale Italiana giunse l'ordine di arresto e deportazione, le stesse autorità locali (il podestà e il maresciallo dei carabinieri) si premurarono di avvertirli perché si mettessero in salvo. La fuga in fretta e furia si risolse positivamente con l'espatrio clandestino in Svizzera.

### Simboli
Il gonfalone è un drappo di azzurro.

## Società

### Evoluzione demografica
Abitanti censiti

### Etnie e minoranze straniere
Secondo i dati ISTAT al 31 dicembre 2009 la popolazione straniera residente era di 945 persone. Le nazionalità maggiormente rappresentate in base alla loro percentuale sul totale della popolazione residente erano:
- India 619 9,65%
- Marocco 85 1,33%

### Lingue e dialetti
Nel territorio di Quinzano d'Oglio, accanto all'italiano, è parlato il dialetto bresciano.

## Economia
- Calzifici. Fin dagli inizi del Novecento (nel 1912) il paese ha visto l'insediamento di un grosso calzificio di proprietà dell'industriale Giuseppe Ciocca che ha creato attorno al paese uno dei poli più rilevanti a livello nazionale di produzione di calze da uomo.
- Allevamenti suinicoli. Attualmente è significativa la presenza di allevamenti soprattutto suini (si contano circa 40.000 capi suini sul territorio). Radicata è la cultura della macellazione dei suini dalla quale è nata la tradizione del "salame cotto" tipico di Quinzano e dei paesi immediatamente limitrofi. In questo contesto in novembre si celebra la sagra della salame cotto e del cicciolo.
- Monocoltura del mais. Rilevante è il ruolo dell'agricoltura nell'economia locale. Un tempo settore trainante che occupava la maggioranza della popolazione, è divenuta decisamente meno rilevante a partire dagli anni '60 (si veda nel grafico sopra il crollo demografico tra 1951-1961 indice del calo significativo del numero degli occupati nel settore). Attualmente permangono grosse aziende agricole, mentre sono quasi scomparsi i piccoli agricoltori. La coltivazione praticamente unica è divenuta negli ultimi 10 anni il mais (o granoturco).
- Vi è la sede e i magazzini della Frabo azienda diffusa a livello internazionale per la raccorderia in raccorderie in rame, acciaio e altri materiali per impianti idrotermosanitari.

## Cultura

### Eventi
- Sagra del salame cotto e della Grepola: si svolge nel mese di novembre a partire dal 2004 e alla presenza dei prodotti De.Co di Quinzano d’Oglio ovvero il Salame Cotto e il Miele di Tiglio.

- DinamicaMente - Comunità in Movimento: si svolge nel mese di giugno a partire dal 2021. Evento con sport, attività formative e culturali, stand associativi, mercatini, ristorazione e concerti nel centro storico di Quinzano d’Oglio. Un incontro tra giovani e disabilità all’insegna di sport e momenti conviviali.

- Notte Bianca: si svolge nel mese di settembre a partire dal 2018. Vari concerti, spettacoli e intrattenimenti per vie del centro affollate da migliaia di persone. Ovunque bancarelle, servizio bar e ristorazione all’aperto.

## Amministrazione
Sindaci eletti dal Consiglio comunale:
| Periodo | Periodo | Primo cittadino  | Partito | Carica  | Note |
| ------- | ------- | ---------------- | ------- | ------- | ---- |
| 1946    | 1947    | Carlo Dalla Rosa |         | Sindaco |      |
| 1947    | 1951    | Domenico Sora    | DC      | Sindaco |      |
| 1951    | 1952    | Italo Nicoletto  | PCI     | Sindaco |      |
| 1952    | 1956    | Lorenzo Tacci    | PSI     | Sindaco |      |
| 1956    | 1964    | Carlo Bossini    | DC      | Sindaco |      |
| 1964    | 1975    | Angiolino Volpi  | DC      | Sindaco |      |
| 1975    | 1979    | Gaetano Galli    | DC      | Sindaco |      |
| 1979    | 1980    | Antonio Fappani  | DC      | Sindaco |      |
| 1980    | 1985    | Gino Torri       | PCI     | Sindaco |      |
| 1985    | 1990    | Eugenio Forcella | DC      | Sindaco |      |
| 1990    | 1994    | Vittorio Sora    | DC      | Sindaco |      |

Sindaci eletti direttamente dai cittadini:
| Periodo           | Periodo           | Primo cittadino   | Partito                        | Carica      | Note   |
| ----------------- | ----------------- | ----------------- | ------------------------------ | ----------- | ------ |
| 21 novembre 1994  | 26 maggio 2003    | Francesco Tirelli | Lega Nord                      | Sindaco     |        |
| 26 maggio 2003    | 27 maggio 2013    | Maurizio Franzini | lista civica di centrosinistra | Sindaco     |        |
| 27 maggio 2013    | 29 novembre 2019  | Andrea Soregaroli | lista civica                   | Sindaco     | [ 13 ] |
| 29 novembre 2019  | 22 settembre 2020 | Monica Vaccaro    |                                | Commissario |        |
| 22 settembre 2020 | in carica         | Lorenzo Olivari   | centro-destra                  | Sindaco     |        |

## Sport
- Calcio. La squadra di calcio del paese, l'U.S. Quinzano Calcio, ha vinto nel 1991-92 la Coppa Italia Dilettanti superando nella finale di Maratea la Torres. La squadra ha militato per diversi anni nei campionati di Eccellenza Regionale ma ha successivamente attraversato un periodo di crisi che dopo varie retrocessioni ha visto il fallimento della squadra nel 2005. La squadra rinasce nella stagione 2006/2007 sotto il nome di A.C. Quinzanese, che ha disputato il campionato provinciale di Terza Categoria fino alla stagione 2009/2010, al termine della quale ha raggiunto la promozione in Seconda Categoria. Al termine della stagione 2011/12 la squadra ha ottenuto la promozione in Prima Categoria. I colori sociali sono il Rosso e il Bianco.
- Tennis. Dal 1989 è presente un circolo di tennis composto da due campi in terra rossa ed uno in cemento, il quale durante la stagione invernale è coperto da un telone, permettendo il suo utilizzo tutto l'anno.